# Rafael Jaén Rodríguez
Rafael Jaén Rodríguez (Còrdova, Andalusia, 3 de gener de 1949) és un exfutbolista andalús que jugava com a centrecampista. Va competir en el torneig masculí dels Jocs Olímpics d'estiu de 1968.

## Clubs
| Club       | Any       |
| ---------- | --------- |
| Còrdova CF | 1967-1970 |
| Granada CF | 1970-1974 |
| Sevilla FC | 1974-1979 |
| Llevant UE | 1979-1980 |